# H.A.Z.E
H.A.Z.E ist das vierte Soloalbum des deutschen Rappers PA Sports. Es erschien am 31. Januar 2014 über das Label Major Movez. Das Album stieg auf Platz 7 der Album-Charts ein und ist somit das bisher erfolgreichste Album des Künstlers.

## Titelliste
| #                              | itel                   | Gastbeiträge             | Länge |
| ------------------------------ | ---------------------- | ------------------------ | ----- |
| 1                              | H.A.Z.E                |                          | 3:08  |
| 2                              | Die Reise geht los     |                          | 3:34  |
| 3                              | Hoch                   |                          | 3:49  |
| 4                              | Nicht verstanden       | Manuellsen               | 4:03  |
| 5                              | Alles ist gut          |                          | 3:56  |
| 6                              | W.Z.L.L.A.B            | KC Rebell                | 3:10  |
| 7                              | Medina                 |                          | 3:30  |
| 8                              | Unsere Taten           |                          | 3:22  |
| 9                              | Kamagra                | KC Rebell und Summer Cem | 3:46  |
| 10                             | 1 Stunde Ruhm          | Hamad45                  | 4:07  |
| 11                             | Iranis                 | Mosh36 und Fard          | 5:08  |
| 12                             | Unbekannter Teilnehmer |                          | 2:33  |
| 13                             | Letzte Nacht           |                          | 3:48  |
| 14                             | Warum                  | Kianush                  | 3:01  |
| 15                             | Falken 2               |                          | 3:21  |
| 16                             | Für immer loyal        |                          | 3:52  |
| 17                             | Lass los               | Mehrzad Marashi          | 3:22  |
| 18                             | Outro                  |                          | 2:42  |
| Bonussongs der Premium Edition |                        |                          |       |
| 19                             | Pasozial 3             |                          | 3:01  |
| 20                             | Hiphop                 |                          | 4:45  |
| 21                             | Amin                   | Alpa Gun                 | 4:16  |
| Bonussongs der Deluxe Edition  |                        |                          |       |
| 19                             | 90er Junge             |                          | 3:02  |
| 20                             | Wie die Zeit vergeht   |                          | 3:55  |

+ Instrumental

## Produktion
Ein Großteil der Songs wurde vom Essener Produzenten Joshimixu produziert. Es handelt sich hierbei um die Titel H.A.Z.E, Die Reise geht los, W.Z.L.L.A.B, Unsere Taten, Unbekannter Teilnehmer, Warum, Falken 2, Für immer loyal, Pasozial 3 und Hiphop. Des Weiteren entstanden die Songs Hoch, Letzte Nacht und Lass los aus einer Zusammenarbeit von Joshimixu mit Bad Educated (Hoch), Gee Futuristic (Letzte Nacht) und Cubeatz (Lass los). Der Produzent Gjana Kahn war für die Instrumentale von Alles ist gut, Medina und 1 Stunde Ruhm zuständig. Außerdem steuerten die Produzenten Juh-Dee, Ilkan, KD-Beatz & Cristal, Cubeatz und Lamagra jeweils einen Beat zum Album bei.

## Gastbeiträge
Neben PA Sports sind verschiedene andere Künstler auf dem Album zu hören. So singt der deutsche Rapper und Sänger Manuellsen die Hook des Songs Nicht verstanden. Der Rapper KC Rebell ist auf den Liedern W.Z.L.L.A.B und Kamagra zu hören und somit als einziger Featuregast zweimal auf dem Album vertreten. Bei letzterem Song hat der Rapper Summer Cem ebenfalls einen Gastauftritt. Das Stück Iranis ist eine Zusammenarbeit von PA Sports mit den Rappern Mosh36 und Fard, in der sie ihre iranische Herkunft thematisieren. Auf den Liedern 1 Stunde Ruhm und Warum werden die deutschen Rapper Hamad45 bzw. Kianush gefeaturet. Auf dem Song Lass los wird der Refrain vom ehemaligen DSDS-Gewinner Mehrzad Marashi gesungen. Der Titel Amin, der nur auf der Premium Edition vorhanden ist, stellt eine Zusammenarbeit mit dem deutschen Rapper Alpa Gun dar.

## Versionen
Das Album erschien mit der Standard Edition, der Premium Edition, der Deluxe Edition und der Limited Box Edition in vier verschiedenen Versionen. In der Premium Edition ist neben den drei Bonussongs eine DVD enthalten. Auf der DVD kann man den Entstehungsprozess des Albums beobachten, außerdem ist exklusives Videomaterial von einer Reise von PA Sports nach New York vorhanden. Die Deluxe Edition ist nur über iTunes verfügbar und enthält neben zwei Bonussongs sämtliche Instrumentale der Songs. Die Limited Box Edition enthält zu dem, was die Deluxe Version beinhaltet, noch eine DVD, ein T-Shirt und ein Poster.

## Vermarktung

### Singles und Videos
Am 8. Dezember 2014 erschien mit H.A.Z.E das erste Musikvideo zum Album. Das zweite Musikvideo wurde am 22. Dezember 2013 zum Song Unsere Taten veröffentlicht. Am 5. Januar 2014 erschien das Lied W.Z.L.L.A.B mit KC Rebell, jedoch ohne visuelle Begleitung. Mit Warum und Hoch wurden zwei weitere Musikvideos am 9. Januar bzw. 19. Januar 2014 noch vor der Veröffentlichung des Albums ausgekoppelt. Die Single Lass los sollte eigentlich am Release-Tag des Albums erscheinen, aufgrund von Problemen mit dem Internet-Videoportal YouTube erschien sie aber erst einen Tag später, am 1. Februar 2014. Das letzte Musikvideo wurde zum Titel Die Reise geht los gedreht und am 12. Februar 2014 veröffentlicht. Im Video sind Ausschnitte aus der Reise von PA Sports nach New York zu sehen.

### Freestyleblogs
Parallel zu den Musikvideos erschienen insgesamt drei Freestyleblogs, in denen PA Sports sein Können als Freestyler unter Beweis stellte. In jedem Video schrieb ein befreundeter Kollege von ihm insgesamt 15 Wörter auf ein Blatt. PA Sports musste diese Wörter dann in einem 60-sekündigen Freestyle verwenden.

## Rezeption

### Erfolg
H.A.Z.E stieg auf Platz 7 der deutschen Album-Charts ein und ist somit das bisher erfolgreichste Album des Künstlers. In Österreich stieg H.A.Z.E auf Rang 14 ein und in der Schweiz konnte sich das Album auf Chart-Position 9 platzieren.

### Kritik
Die Bewertungen zu H.A.Z.E fielen eher durchwachsen aus. Die Internetseite laut.de kritisiert sowohl den Inhalt, als auch die musikalische Umsetzung des Albums. Die Seite rappers.in hält das Album für „gut produzierten und musikalischen Rap“, jedoch bleibe nicht viel vom Album im Kopf hängen. Die Juice hingegen ist von der Vielfalt von H.A.Z.E beeindruckt und hält es allgemein für ein gelungenes Album.

„Deshalb folgt nun eine kurze Zusammenfassung der Themen, denen sich PA Sports auf ‚H.A.Z.E.‘ zunächst ausgiebig widmet: Er fährt ein sehr, sehr schnelles Auto. Bezahlt wurde selbiges natürlich aus der Portokasse. Genau! Von dem Geld, das du niemals sehen wirst. Auch nicht deine Freundin, die PA Sports übrigens schon längst hatte. Wenn inhaltlich schon gähnende Langeweile herrscht, wieso dann nicht auch gleich musikalisch? Muss sich wohl auch Parham Vakili, so PAs bürgerlicher Name, gedacht haben. ‚H.A.Z.E.‘ klingt über weite Teile äußerst belanglos und uninspiriert. Zwar rappt der Irani unbestritten solide. Ab und an schleicht sich sogar ein witziger Vergleich oder eine nette Reimkonstruktion ein. Auf Dauer bewegt sich das aber allerhöchstens im gesicherten Mittelfeld.“

| Professionelle Bewertungen | Professionelle Bewertungen |
| -------------------------- | -------------------------- |
| Kritiken                   |                            |
| Quelle                     | Bewertung                  |
| laut.de                    | [ 5 ]                      |
| rappers.in                 | [ 6 ]                      |
| Juice                      | [ 7 ]                      |

„PA Sports’ Fähigkeiten als Rapper haben sich auch auf diesem Album wieder einmal gezeigt und unterstreichen, warum es sich bei ihm um einen Künstler handelt, dessen Musik man schon einmal gehört haben sollte. Doch Tracks, die in all den Aspekten, die guten Rap ausmachen, überzeugen können, sind auf diesem Release leider nur in sehr limitierter Zahl zu finden. Es handelt sich ohne Frage um wirklich gut produzierten und musikalischen Rap. Und es ist immer zu bedauern, wenn man die Veränderungen, die ein Künstler in seiner Musik vornimmt – hier seien vor allem noch einmal die gesungenen Hooks erwähnt –, kritisiert und sich von ihm wünscht, zu dem zurückzukehren, was ihn eigentlich ausmacht. Aber genau das ist das, was mir nach mehrmaligem Hören von ‚H.A.Z.E.‘ in den Sinn kommt. Wenige der Tracks bleiben im Kopf hängen.“

„Diese Vielfalt auf ‚H.A.Z.E.‘ weiß so zu überzeugen, dass man auch über die ein oder andere fragwürdige Beat-Auswahl gerne hinwegschaut. PA Sports selbst scheint die Weiterentwicklung und musikalische Öffnung jedenfalls extrem gut zu tun.“